# Epikleza komunijna
Epikleza komunijna (od gr. wezwanie) – specyficzna forma epiklezy, będącej modlitwą błagalną, aby Duch Święty  zjednoczył w ofierze uczestników Mszy Świętej jako mistyczną wspólnotę i uczynił z nich (razem z Jezusem) ofiarę dla Boga Ojca. Jest obecna w zwyczajnej formie rytu rzymskiego jako część modlitwy eucharystycznej po modlitwie ofiarnej, a przed modlitwami wstawienniczymi za Kościół, za żyjących i zmarłych. Od Soboru Watykańskiego II jest obecna przed i po przeistoczeniu, przedtem obecne było 5 krótkich modlitw po przeistoczeniu: Unde et memores, Supra quae, Supplices te rogamus, Memento, Nobis quoque.
Epikleza komunijna otwiera serię modlitw wstawienniczych za żyjących i zmarłych, członków Kościoła i cały świat. W IV Modlitwie Eucharystycznej brzmi ona: Wejrzyj, Boże, na Ofiarę, którą sam dałeś swojemu Kościołowi i spraw, aby wszyscy, którzy będą spożywali ten sam Chleb, i pili z jednego Kielicha, zostali przez Ducha Świętego złączeni w jedno ciało i stali się w Chrystusie żywą ofiarą ku Twojej chwale. 